# Progestatif micro-dosé
 (novembre 2023).
Si vous disposez d'ouvrages ou d'articles de référence ou si vous connaissez des sites web de qualité traitant du thème abordé ici, merci de compléter l'article en donnant les références utiles à sa vérifiabilité et en les liant à la section « Notes et références ».
Un progestatif micro-dosé, appelé aussi « microprogestatif » est un dérivé norstéroïde qui agit par la modification de la glaire cervicale et un effet endométrial qui empêche la nidation. Parce qu'il ne bloque pas l’ovulation, le microprogestatif est un facteur de risque de grossesse extra-utérine. C’est une bonne alternative à la pilule œstroprogestative en cas de contre-indication à celle-ci. Les effets indésirables sont des métrorragies ou une aménorrhée.